# Nanno
Nanno – miejscowość i gmina we Włoszech, w regionie Trydent-Górna Adyga, w prowincji Trydent.
Według danych na rok 2004 gminę zamieszkiwało 598 osób, 149,5 os./km².
1 stycznia 2016 gmina została zlikwidowana.